# Jafar ibne Alfurate

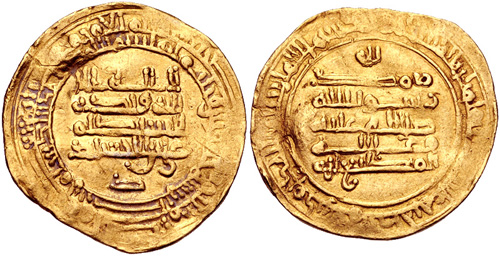
Dinar de ouro de Alboácem Ali r.

Abu Alfadle Jafar ibne Alfadle ibne Alfurate (Abu'l-Fadl Ja'far ibn al-Fadl ibn al-Furat; 921 - 1001) foi um membro da burocrática dinastia Banu Alfurate, que serviu como vizir do Reino Iquíxida do Egito de 946 até o fim da dinastia reinante, em 969, e continuou servindo ao Califado Fatímida desde então.

## Biografia
Jafar nasceu em 921, o herdeiro de uma dinastia burocrática, a Banu Alfurate, que tinha ocupado posto seniores na burocracia fiscal de Baguedade desde o reinado do califa abássida Almutadide (r. 892–902) e tinha ascendido até tornar-se uma das duas principais fações dentro da elite administrativa abássida nas primeiras décadas do século X. O pai de Jafar era Alfadle (m. 938), que tinha mantido vários postos nos ministérios fiscais do Califado Abássida, e tinha servido como vizir por alguns meses em 932 e 937, antes de retirar-se ao Egito, governado desde 935 por Maomé ibne Tugueje. Lá, Jafar tornou-se vizir em 946, sucedendo ao antigo rival de seu pai, Abu Becre Maomé. Jafar manteve o posto continuamente sob os emires iquíxidas Unujur (r. 946–961) e Ali (r. 961–966), bem como sob Cafur, que, após muito tempo como poder atrás do trono, tornar-se-ia emir em seu próprio direito (r. 966–968).
Após a morte de Cafur em 968, Jafar permaneceu no ofício, mas enfrentou uma situação crítica. A sucessão passou para o infante de Ali, Amade, e Jafar, em aliança com o gulam Xamul, líder do exército, parecia determinado a assegurar o papel da regência sobre o jovem governante. Jafar conseguiu neutralizar o rival potencial Iacube ao prendê-lo e forçando-o a fugir à corte fatímida, mas sua posição era instável: carecia de uma base de poder fora da burocracia; os agentes fatímidas agitaram tumultos entre os beduínos; o exército foi dividido em facções mutuamente antagonistas (os Iquixídias (Ikhshidiyya), recrutados por Maomé ibne Tugueje, e os Cafúrias (Kafuriyya), recrutados por Cafur, e os Sacaliba ou Rume, soldados-escravos europeus/bizantinos); e o tesouro estava vazio devido a várias baixas inundações do rio Nilo que causaram crises de fome generalizada.

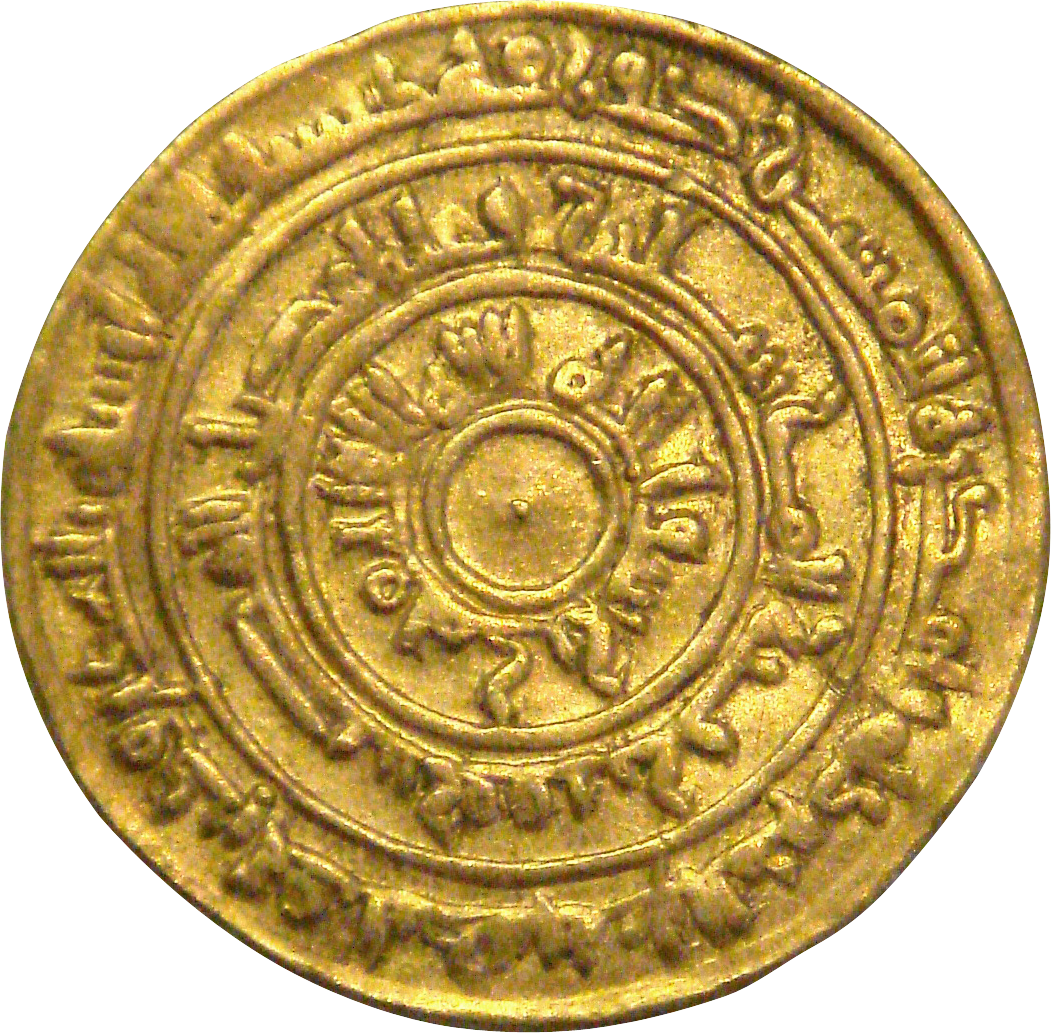
Dinar do califa fatímida Almuiz Aldim Alá r.

No final, tropas amotinadas saquearam seu próprio palácio, forçando Jafar a esconder-se. Ele foi preso no outono de 968 sob ordens de Haçane, tio e regente prospectivo do jovem emir. No começo de 969, contudo, quando Haçane partiu para a província da Palestina, foi libertado e nomeado governador do Egito. Nesta função, ele supervisionou as negociações com o general fatímida Jauar, o Siciliano durante a conquista do Egito mais tarde no mesmo ano.
Jafar continuou no ofício por algum tempo sob o governo de Jauar, mas foi demitido pelo califa fatímida Almuiz Aldim Alá (r. 953–975) em favor de seu rival Iacube. Após a morte de Iacube em 991, a ele foi novamente oferecido o posto de vizir, mas resignou-o após alguns meses. Ele morreu em 1001. Como o historiador do vizirado Dominique Sourdel escreve, Jafar "deixou atrás de si a reputação de um patrono generoso dos poetas e estudiosos [...] mas também de um excêntrico que tinha adquirido uma coleção de cobras e escorpiões que aterrorizaram seus vizinhos". Seu filho Abu Alabás foi nomeado vizir pelo califa fatímida Alfaquim (r. 996–1021) em 1014/1015, mas foi executado após alguns dias.